# Origes pollens
Origes pollens är en spindelart som beskrevs av Simon 1897. Origes pollens ingår i släktet Origes och familjen jättekrabbspindlar.
Artens utbredningsområde är Ecuador. Inga underarter finns listade i Catalogue of Life.